# Wazir Ali (Radsportler)
Wazir Ali (* 12. Juli 1928 in Jalandhar; † 20. Dezember 1999 in Lahore) war ein pakistanischer Radrennfahrer.

## Sportliche Laufbahn
Wazir Ali war im Straßenradsport und im Bahnradsport aktiv. 1948 war er Teilnehmer der Olympischen Sommerspiele in London. Das olympische Straßenrennen beendete er nicht. Auf der Bahn startete er im Zeitfahren und kam beim Sieg von Jacques Dupont auf den 20. Platz. Über sein weiteres Leben und seine sportlichen Erfolge ist nichts bekannt.